# NGC 398
NGC 398 је лентикуларна галаксија у сазвежђу Рибе која се налази на NGC листи објеката дубоког неба.
Деклинација објекта је + 32° 30' 54" а ректасцензија 1h 8m 53,6s. Привидна величина (магнитуда) објекта NGC 398 износи 14,5 а фотографска магнитуда 15,5. NGC 398 је још познат и под ознакама MCG 5-3-65, CGCG 501-100, ARAK 31, NPM1G +32.0049, PGC 4090.